# Энрико, Робер
Робе́р Энрико́ (фр. Robert Enrico, полное имя — Джи́но Робе́р Энрико́ (фр. Gino Robert Enrico); 13 апреля 1931, Льевен, Па-де-Кале — 23 февраля 2001, Париж) — французский кинорежиссёр, сценарист, монтажёр, продюсер и общественный деятель. Лауреат «Сезара», премии Жана Виго, Золотой пальмовой ветви и Серебряной раковины. Командор ордена искусств и литературы и кавалер ордена «За заслуги».

## Биография

### Ранние годы
Роберт Энрико родился 13 апреля 1931 года в городе Льевен, на севере Франции, в семье итальянцев, эмигрировавших во Францию в 1920-х годах. Вскоре он с родителями переезжает в Тулон, где его отец открывает магазин мотоциклов и велосипедов. Он сам был известным чемпионом по мотогонкам и всегда надеялся, что сын пойдёт по его стопам. Действительно, Робер Энрико не раз примет участие в Тур де Франс, но без какого-либо успеха.
После получения среднего образования в колледже маристов в Тулоне со степенью бакалавра он уезжает в Париж, где заканчивает Лицей Вольтера (фр. Lycée Voltaire).
В 1949 году Робер поступает в Институт высшего кинообразования (фр. Institut des Hautes Études Cinématographiques, IDHEC), теперь известный как Ля Феми и учится 2 года на отделении режиссуры. С 1953 по 1956 годы он участвует в театральной университетской труппе Сорбонны Théophilliens, специализирующейся на репертуаре французского средневековья, и параллельно работает как монтажёр, а потом — в качестве ассистента режиссёра фильмов промышленной, медицинской и сельскохозяйственной тематики, а затем снимает репортажи для телевидения: Le Brésil des Théophiliens (1952) и Jeanne à Rouen (1953). Как режиссёр, совместно с Лучано Эммером, и как монтажёр в 1956 году он выпускает «У каждого свой рай» (фр. À chacun son paradis / итал. Paradiso Terrestre), полнометражный документальный фильм на 16-мм киноплёнке. В фильме были использованы кадры девяти экспедиций в Африку, Антарктиду, бассейн Амазонки, в Индию, Индокитай и на Таити с целью отследить последние «уголки» Земли, где ещё осталось совершенное общение между природой и человеком: абсолютное счастье, «земной рай». В 1957 году фильм стал одним их победителей Кинофестиваля в Тренто (фр. Trento Film Festival).
В 1956 году его короткометражный фильм «Жанна» (фр. Jehanne), хроника на основе эскизов, рукописей, архитектуры и музыки XV века, посвящённая Жанне д’Арк, проходит отбор на Венецианский кинофестиваль.
С 1956 до 1959 годы он выполняет военную службу в S.C.A. (Service cinématographique des Armées) теперь ECPAD (Établissement de Communication et de Production Audiovisuelle de la Défense), Учреждении по коммуникациям и производству аудиовизуальной продукции Министерства обороны, и делает документальные и короткометражные фильмы с участием авиации и военно-морских сил.

### Кинорежиссёр

#### 1960-е годы
Как и многие режиссёры, он начинает свою профессиональную карьеру с короткометражного фильма: в 1959 году он снимает Ville Lumière, который был широко представлен на фестивалях и получил главный приз в том же году в Руане. Но наиболее знаковым для него фильмом оказался Thaumetopoe» (1960), документальный короткометражный фильм, снятый по заказу французского Министерства сельского хозяйства, о жизненном цикле соснового шелкопряда, личинки которого пожирают деревья. Энрико драматизировал эту тему, превратив то, что могло быть просто достойным своего предназначения, в новый вид документального фильма с обертонами научной фантастики. Фильм получил Специальный приз жюри в Туре, завоевал бронзовую медаль на фестивале в Венеции в 1960 году и в течение следующих двух лет получал призы в Бильбао, Рабате и Берлине. Благодаря этому раннему успеху он смог снять Совиный ручей (фр. La Rivière Du Hibou), короткометражный чёрно-белый фильм по мрачному рассказу американского писателя конца XIX — начале XX века Амброза Бирса An Occurrence at Owl Creek Bridge («Случай на мосту через Совиный ручей»). Фильм рассказывает о том, как человек, который должен быть казнён за шпионаж во время Гражданской войны в США, по-видимому, обманывает палача и убегает через солнечный лес, чтобы воссоединиться со своей женой, что оказывается фантазией, мелькнувшей в его воображении за мгновения до смерти. С минимумом диалогов и благодаря лирически атмосферной операторской работы Жана Боффети (фр. Jean Boffety, с которым он будет часто сотрудничать, Энрико добился необыкновенно выразительного визуального повествования, чем заслужил свой первый настоящий успех и международное признание. Зрители тех лет были очень впечатлены фильмом, воспринимая его как классический. Фильм получил Специальный приз жюри на фестивале короткометражных фильмов в Туре в 1961 году, Золотую пальмовую ветвь в Каннах в 1962 году, а два года спустя выиграл «Оскар» в как лучший короткометражный фильм. Вдобавок, в Великобритании он вышел в качестве поддержки первого показа «Птиц» Альфреда Хичкока, а в Соединенных Штатах был включен в сериал «Сумеречная зона» Рода Серлинга (англ. Rod Serling).
Окрылённый успехом, Энрико решает превратить короткометражный фильм в полнометражный фильм-трилогию, соединив с рассказами о Гражданской войне в Испании и Алжирском конфликте. Идея была отвергнута его продюсером, который не возражал, однако, связать «Совиный ручей» с двумя другими рассказами Бирса. В 1962 году были экранизированы две другие новеллы писателя: «Чикамога» (англ. Chikamauga) и «Пересмешник» и вместе с «Совиным ручьём» выпущены под названием «В гуще жизни» (фр. Au cœur de la vie). Трилогия не нашла широкого признания, но Энрико заявил о себе как кинорежиссёр.
После объединения «В гуще жизни» Энрико приступил к реализации своего замысла сюжета об Алжирской войне, который он изначально планировал в качестве одного из эпизодов трилогии. Он появился в 1964 году как «Прекрасная жизнь» (фр. La Belle Vie), импрессионистский рассказ о возвращении молодого солдата после службы во Французской Северной Африке в Париж во время алжирских протестов и его трудностях повторной интеграции в общество. Фильм подвёргся цензуре и был запрещён для распространения в течение двух лет, но несмотря на это получил приз Жана Виго.
Этот неудача повлияла на дальнейший ход его карьеры, хотя психологическая драма «Тётя Зита» (фр. Tante Zita, 1968) была так же импрессионистской по стилю в следовании за своей героиней (Джоанна Шимкус), в её ночных блужданиях по Парижу в стремлении примириться с приближающейся смертью любимой тёти (Катина Паксину).
Назначенный режиссёром ORTF (Office de radiodiffusion-télévision française), Управления французского радиовещания и телевидения, Робер Энрико снимает свою первую драму «Деньги от призрака» (фр. La redevance du fantôme) по новелле Генри Джеймса с Мари Лафоре и Стефаном Фэ (фр. Stefan Fay), который выиграл Гран-при Альбера Оливье (фр. Grand Prix Albert Ollivier) как лучшая драма 1965.
После этого многообещающего дебюта, Робер Энрико всё более склоняется к преимущественно коммерческому материалу с участием топ-звёзд того времени.
В 1965 году, он встречает большой успех у критиков и публики с «Лужёными глотками» с участием Бурвиля и Лино Вентуры. На фоне величественных пейзажей Вогез Робер Энрико поднимает дорогие ему темы: долг, верность данному слову, инициативность, но также терпимость и отказ ограничиваться поверхностным впечатлением.
В 1968 году он продолжает тему мужества и мужской дружбы в глянцевом триллере «Искатели приключений» об охоте за затонувшими сокровищами, на этот раз с Аленом Делоном, Лино Вентурой и Сержем Реджани. Один из крупнейших авторов французских криминальных фильмов Жозе Джованни сотрудничает в создании сценария и диалогов для этого фильма. Серия приключенческих фильмов найдёт продолжение в 1971 году в «Ромовом бульваре», где на этот раз в главных ролях снимаются Лино Вентура с Брижит Бардо.
Такие картины, возможно, были в значительной степени шаблонными, но, по крайней мере, отличались превосходным качеством постановки и чётким повествованием.
Сотрудничество с Джованни продолжается с адаптацией одного из его романов его романа — гангстерской комедией «Зовите меня „О“!» с Жан-Полем Бельмондо в главной роли. Но фильм не приносит ожидаемого успеха и будет полностью отвергнут Джованни.

#### 1970-е — 1980-е годы
В 1974 году Энрико выпускает «Секрет» (фр. Le Secret), заговорческий триллер довольно изобретательного свойства, оставивший зрителя в недоумении в отношении того, является ли действие «реальным» или это только проекция паранойи его главного героя (Жан-Луи Трентиньян) -— возможно, эхо двусмысленности, которая лежала в основе «Совиного ручья».
В 1975 году Филипп Нуаре и Роми Шнайдер становятся главными героями фильма «Старое ружьё». Фильм показывает с поразительной точностью личную драму человека, который потерял жену и дочь во время Второй мировой войны, в то время как во флешбэках о счастливых днях поддаваясь той сентиментальности, которая, менее навязчиво, преследовала некоторые из лучших фильмов режиссёра.
«Старое ружьё» вольно интерпретирует трагические события в Орадур-сюр-Глан, куда в июне 1944 года была послана танковая дивизия СС, выполнившая «карательную экспедицию» в маленький городок в отместку за присутствие партизан.
Сценарий был написан в сотрудничестве с Паскалем Жарденом (фр. Pascal Jardin), автором многочисленных фильмов, и известным писателем Клодом Вейо. Несмотря на плохие отзывы, сделанные некоторыми крупным газетами, фильм привлекает в кинотеатры 3,4 миллиона зрителей и приносит большой коммерческий успех, показав 5-й результат во французском прокате 1975 года. В 1976 году он номинируется в девяти категориях в ходе первой церемонии «Сезара» и завоёвывает три награды: «Сезар» за лучший фильм, «Сезар» лучшему актёру (для Филиппа Нуаре) и «Сезар» за лучшую музыку (для Франсуа де Рубэ). Десять лет спустя, в 1985 году, в результате голосования жюри работа Робера Энрико получит в дополнение «Сезар Сезаров», награду фильму, которая вручается Академией искусств и технологий кинематографа в исключительном случае.
Энрико зарекомендовал себя как один из крупнейших кинематографистов. В 1976 году он снимает для Антенн-2 телефильм «Молчаливый племянник» (фр. Un neveu silencieux) об эгоизме и трусости семьи, имеющей ребёнка с синдромом Дауна, который два года спустя выйдет в кинотеатры (очень редкая вещь в то время для продукции французского телевидения).
После этого фильмы Робера Энрико больше не встречают такого приёма. Съёмки Quand à Coup de foudre (1977) с Катрин Денёв и Филиппом Нуаре, действие которого разворачивается во время войны 1914—1918 годов, были прерваны и окончательно заброшены. Находят свою аудиторию «Орёл или решка» (фр. Pile ou Face, 1980), детектив с Филиппом Нуаре и Мишелем Серро, и «От имени всех своих» (1983) с Майклом Йорком и Брижит Фоссе, военная драма об одном из выживших в Варшавском гетто по спорной биографии Мартина Грея, написанной Максом Галло, которая два года спустя также будет адаптирована для телевидения в восьми эпизодах по 55 минут. Иначе обстоит дело с «Красной Зоной» (1986), и «Устав от войны» (фр. De guerre lasse, 1987) по роману Франсуазы Саган.
После нескольких экранизаций для телевидения по поручению правительства Энрико приступает к постановке «официального» блокбастера «Французская революция», посвящённого 200-летию этого события, в котором он подготавливает первую часть Les années lumière. Актёрский состав этой масштабной фрески совместного многонационального производства, выпущенной в 1989 году, в частности составляют: Клаус Мария Брандауэр, Франсуа Клюзе, Джейн Сеймур, Сэм Нилл, Клаудия Кардинале и Питер Устинов.

#### 1990-е годы
В 1990-е годы Энрико много времени посвящает защите профессии и европейского кино. Он возвращается на большой экран, но делает только два художественных фильма, «Ветер с востока» (1991) и Fait d’hiver (1998), а также работу для телевидения «Сент-Экзюпери: последняя миссия» (фр. Saint-Exupéry : La dernière mission). В картине «Ветер с востока» с Малкольмом Макдауэллом и Жан-Франсуа Бальмером (фр. Jean-François Balmer), невысоко оценённой критиками, он возвращается к жанру, к которому не прикасался с «Прекрасной жизни», а именно — к политическому фильму.
Здесь Энрико приступил к реконструкции исторического факта: попытки «спасти» 500 оставшихся в живых из «русской национальной армии» в нацистской форме.
Его последний фильм Fait d’hiver, где разведённый отец, в исполнении Шарля Берлиня, забаррикадировался со своими детьми, отказываясь подчиняться решению суда, ещё раз подчёркивает гуманистические наклонности Робера Энрико. Поддержанный частью критиков, фильм находит сдержанный отклик в залах.

### Другие виды деятельности
Робер Энрико также являлся:
- в 1968 году президентом-основателем Общества Кинематографистов (фр. Société des Réalisateurs de Films — SRF),
- с 1976 по 1986 годы президентом Академии искусств и технологий кинематографа, профессионального объединения деятелей киноискусства Франции, учредителя кинопремии «Сезар»,
- в 1973 году членом жюри Каннского кинофестиваля ,
- в 1996 году председателем жюри на вступительных экзаменах в Ля Феми (национальную французскую киношколу),
- до 1995 года вице-президентом Комитета кино Общества драматургов и театральных композиторов (фр. La Société des auteurs et compositeurs dramatiques — SACD), старейшего из французских обществ по коллективному управлению авторским правом,
- с 1995 года президентом Европейской федерации национальных ассоциаций теле- и кинорежиссёров (англ. Federation of European Film Directors / фр. Fédération Européenne des Réalisateurs Audiovisuels — FERA),
- основателем в 1996 году и до своей смерти президентом Европейского кинофорума (фр. Forum du Cinéma Européen de Strasbourg / англ. The European Film Forum — EFF), созданного с целью продвижения и защиты европейского и французского кино в условиях засилья голливудских производителей[19].

### Конец жизни
Страдающий от рака лёгких с 1998 года, режиссёр умирает 23 февраля 2001 года в Париже в возрасте 69 лет. Робер Энрико похоронен на кладбище Монпарнас.

### Семья
Робер Энрико женился первым браком на актрисе Люсьен Амон (фр. Lucienne Hamon). Во втором браке он состоял до своей смерти с монтажёром Патрисией Нени (фр. Patricia Nény). У него было две дочери, Жюльетт и Камилла, и сын Жером, актёр, сценарист и режиссёр. Жером Энрико (фр. Jérôme Enrico) начал в кино как актёр в 1971 году с небольшой роли в фильме отца «Немного, больше, страстно…» (фр. Un peu, beaucoup, passionnément...). В настоящее время он является директором Высшей школы кинематографического обучения (фр. École supérieure d'études cinématographiques — ESEC) в Париже.

## Фильмография
| Год  |     | Русское название                                            | Оригинальное название                                                                      | Роль                                   |
| ---- | --- | ----------------------------------------------------------- | ------------------------------------------------------------------------------------------ | -------------------------------------- |
| 1956 | док | Жанна                                                       | Jehanne                                                                                    | режиссёр и сценарист                   |
| 1956 | док | У каждого свой рай / Земной рай                             | A chacun son paradis / Paradiso terrestre                                                  | режиссёр (совместно с Л. Эммером       |
| 1958 | док |                                                             | Villes lumières                                                                            | режиссёр                               |
| 1959 | док |                                                             | Les trois amis                                                                             | режиссёр                               |
| 1960 | док |                                                             | L'or de la durance                                                                         | режиссёр                               |
| 1961 | док | (короткометражный)                                          | Thaumetopoea, la vie des chenilles processionnaires du pin et leur extermination contrôlée | режиссёр и сценарист (совместно)       |
| 1962 | кор |                                                             | Allegro na troppo                                                                          | монтажёр                               |
| 1962 | кор | Совиный ручей                                               | La rivière du hibou                                                                        | режиссёр, сценарист и монтажёр         |
| 1962 | кор | Пересмешник                                                 | L'oiseau moqueur                                                                           | режиссёр и сценарист                   |
| 1962 | ф   | В гуще жизни                                                | Au cœur de la vie                                                                          | режиссёр и сценарист                   |
| 1962 | кор | Чикамога                                                    | Chickamauga                                                                                | режиссёр и сценарист                   |
| 1962 | док | Волшебные горы (короткометражный)                           | Montagnes magiques                                                                         | режиссёр и сценарист                   |
| 1963 | ф   | Прекрасная жизнь                                            | La belle vie                                                                               | режиссёр и сценарист                   |
| 1963 | ф   |                                                             | Contre point                                                                               | режиссёр и сценарист                   |
| 1964 | с   | Сумеречная зона (серия «An Occurrence at Owl Creek Bridge») | The Twilight Zone                                                                          | режиссёр и монтажёр                    |
| 1964 | док |                                                             | Daphné                                                                                     | режиссёр                               |
| 1964 | док |                                                             | Le Rempailleur de Saint-Sulpice                                                            | режиссёр                               |
| 1965 | тф  | Деньги от призрака                                          | La redevance du fantôme                                                                    | режиссёр и сценарист                   |
| 1965 | ф   | Лужёные глотки                                              | Les Grandes Gueules                                                                        | режиссёр и сценарист                   |
| 1967 | ф   | Искатели приключений                                        | Les Aventuriers                                                                            | режиссёр и сценарист                   |
| 1967 | ф   | Тётя Зита                                                   | Tante Zita                                                                                 | режиссёр и сценарист                   |
| 1968 | ф   | Зовите меня «О»!                                            | Ho !                                                                                       | режиссёр и сценарист                   |
| 1971 | ф   | Ромовый бульвар                                             | Boulevard du rhum                                                                          | режиссёр, сценарист, слова песен       |
| 1971 | ф   | Немножко, больше, страстно                                  | Un peu, beaucoup, passionnément...                                                         | режиссёр, сценарист, диалоги           |
| 1972 | ф   | Вожаки                                                      | Les Caïds                                                                                  | режиссёр и сценарист                   |
| 1974 | ф   | Секрет                                                      | Le Secret                                                                                  | режиссёр и сценарист                   |
| 1975 | ф   | Старое ружьё                                                | Le Vieux Fusil                                                                             | режиссёр и сценарист                   |
| 1976 | тф  | Безмолвный племянник                                        | Un neveu silencieux (эпизод сериала Les dossiers de l'écran                                | режиссёр и сценарист                   |
| 1977 | док |                                                             | Plus vite que le soleil                                                                    | режиссёр                               |
| 1977 | ф   | Удар грома (незавершён)                                     | Coup de foudre                                                                             | режиссёр совместно с Паскалем Жарденом |
| 1978 | док |                                                             | Les sept îles de Frigg                                                                     | режиссёр                               |
| 1979 | ф   | След гигантов                                               | L'Empreinte des géants                                                                     | режиссёр и сценарист                   |
| 1980 | ф   | Орёл или решка                                              | Pile ou face                                                                               | режиссёр и сценарист                   |
| 1981 | кор |                                                             | L'escale                                                                                   | режиссёр                               |
| 1983 | ф   | От имени всех своих                                         | Au nom de tous les miens                                                                   | режиссёр, продюсер и сценарист         |
| 1985 | ф   | Красная зона                                                | Zone Rouge                                                                                 | режиссёр и сценарист                   |
| 1986 | кор |                                                             | Le Chemin d'Azatoth                                                                        | исполнитель                            |
| 1986 | кор |                                                             | Le pari                                                                                    | режиссёр                               |
| 1986 | кор |                                                             | Un parfum d'aventure                                                                       | режиссёр                               |
| 1987 | ф   | Устав от войны                                              | De guerre lasse                                                                            | режиссёр и сценарист                   |
| 1989 | тф  |                                                             | Le hérisson                                                                                | режиссёр                               |
| 1989 | ф   | Французская революция (1-я часть, Les Années lumière)       | La Révolution française                                                                    | режиссёр и сценарист                   |
| 1992 | ф   | Ветер с востока                                             | Vent d'est                                                                                 | режиссёр и сценарист (с Ф. Фажарди     |
| 1996 | тф  | Сент-Экзюпери: Последняя миссия                             | Saint-Exupéry: La dernière mission                                                         | режиссёр и сценарист                   |
| 1999 | ф   | Умрём вместе                                                | Fait d'hiver                                                                               | режиссёр и сценарист                   |

## Звания, награды, номинации
| Ордена                                   | Ордена |
| ---------------------------------------- | ------ |
| Командор ордена искусств и литературы    |        |
| Кавалер французского Ордена «За заслуги» |        |

| Награды | Награды | Награды |
| --- | ------- | ------- |
| 1956 : Бронзовая озелла на 17-м Венецианском кинофестивале (Италия) — Jehanne (1656)                                                                              |         |         |
| 1957 : Премия на 6-м Кинофестивале в Тренто (итал. Trento Film Festival) (Италия) — Paradiso Terrestre / À chacun son paradis (1656) (совместно с Лучано Эммером) |         |         |
| 1960 : Бронзовая озелла на 21-м Венецианском кинофестивале (Италия) — Thaumetopoea (1960)                                                                         |         |         |
| 1960 : Специальный приз жюри на Фестивале Journées internationales du film de court métrage de Tours в Туре (Франция) — Thaumetopoea (1960)                       |         |         |
| 1961 : Гран-при на 3-м фестивале Ciné-Rencontres в Праде (Франция)— Thaumetopoea (1960)                                                                           |         |         |
| 1961 : Гран-при на Фестивале Journées internationales du film de court métrage de Tours в Туре (Франция)— La rivière du hibou (1962)                              |         |         |
| 1962 : Золотая пальмовая ветвь за лучший короткометражный фильм на 15-м Каннском кинофестивале (Франция) — La rivière du hibou (1962)                             |         |         |
| 1962 : Гран-при на фестивале Journées internationales du film de court métrage de Tours в Туре (Франция) — Au cœur de la vie (1962)                               |         |         |
| 1962 : Гран-при на фестивале Festival international des ciné-rencontres в Праде (Восточные Пиренеи, Франция) — Montagnes magiques (1962)                          |         |         |
| 1963 : «Серебряная раковина лучшему режиссёру» на Международном кинофестивале в Сан-Себастьяне (Испания) — Au cœur de la vie (1962)                               |         |         |
| 1963 : Приз ФИПРЕССИ на Международном кинофестиваль в Сан-Себастьяне (Испания) — Au cœur de la vie (1962)                                                         |         |         |
| 1964 : Гран-при на фестивале Festival international des ciné-rencontres в Праде (Восточные Пиренеи, Франция) — La belle vie (1963)                                |         |         |
| 1964 : Специальный приз жюри за фильм для молодёжи на 17-м Каннском кинофестивале — La belle vie (1963)                                                           |         |         |
| 1964 : «Приз Жана Виго» (Франция) — La belle vie (1963) |         |         |
| 1964 : Гран-при Альбера Оливье (фр. Grand prix Albert-Ollivier) (Франция) — La Redevance du fantôme (1965)                                                        |         |         |
| 1976 : «Сезар» за лучший фильм (Франция) — Le vieux fusil (1975)                                                                                                  |         |         |
| 1977 : Приз за лучший фильм на Международном кинофестивале в Белграде (Югославия) (серб. Međunarodni filmski festival — FEST) — Le Vieux Fusil (1975)             |         |         |
| 1986 : «Сезар Сезаров» (Франция) — Le Vieux Fusil (1975) |         |         |
| Номинации |         |         |
| 1963 : Приз за лучший режиссёрский дебют на 24-м Венецианском кинофестивале (Франция) — La belle vie (1963)                                                       |         |         |
| 1963 : 7-й Лондонский кинофестиваль — In the midst of life / Au cœur de la vie (1962)                                                                             |         |         |
| 1963 : 1-й Нью-Йоркский кинофестиваль — In the midst of life / Au cœur de la vie (1962)                                                                           |         |         |
| 1976 : «Сезар» за лучший фильм (Франция) — Le vieux fusil (1975)                                                                                                  |         |         |
| 1976 : «Сезар» лучшему режиссёру (Франция) — Le vieux fusil (1975)                                                                                                |         |         |
| 1964 : «Сезар» за лучший оригинальный сценарий или адаптацию (Франция) — Le vieux fusil (1975)                                                                    |         |         |
| 1984 : «Сезар» за лучшую адаптацию (Франция) — Au nom de tous les miens (1984)                                                                                    |         |         |

## Дополнение

### Автобиография
Robert Enrico. Au cœur de ma vie (фр.) / Gérard Langlois. — Saint-Cyr-sur-Loire: C. Pirot, 2005. — 317 p. — (« Cinéma »). — ISBN 2-86808-225-4.

### Память
Лицей Henri Darras в родном городе Робера Энрико, Льевене, отдал режиссёру должное, посвятив ему студию для занятий профильными дисциплинами и специальностью для бакалавриата " Art-Cinéma-Audiovisuel " (Искусство-Кино-Телерадиовещание). Это место, таким образом, называется : " Studio Robert Enrico " (Студия Робера Энрико).